# Ратайчицька сільська рада
Рат́айчицька сільська́ ра́да (біл. Рата́йчыцкі сельсавет) — адміністративно-територіальна одиниця у складі Кам'янецького району, Берестейської області Білорусі. Адміністративний центр сільської ради — село Ратайчиці.

## Географія
Ратайчицька сільська рада розташована на крайньому південному заході Білорусі, на заході Берестейської області та південному заході Кам'янецького району, на північний захід від обласного та південний захід від районного центрів. На заході вона межує із Огородницькою сільською та Високівською міською радами, на північному сході — із Рясненською, на півночі — із Біловезькою, на північному сході — із Войською, а на сході — із Видомлянською сільськими радами (всі Кам'янецький район), на півдні — із Берестейським районом (Берестейська область).
Великих озер на території Ратайчицької сільської ради немає. Найбільша річка Лісна (85 км), права притока Західного Бугу із невеликими своїми притоками — Плесо та Точія.
Найвища точка сільської ради становить 178,9 м над рівнем моря і розташована за 2,0 км на південь від околиці села Борщево.
Територією сільради із сходу — північного сходу на захід — південний захід — автомобільна дорога Р85, за маршрутом: Слонім — Високе. Найближча залізнична станція — «Мотикали» у селі Великі Мотикали та «Високо-Литовськ» в селі Оберовщина.

## Історія
Сільська рада була утворена 12 жовтня 1940 року у складі Кам'янецького району Брестської області, яка була утворена 4 грудня 1939 року після входження Західної Білорусі до складу БРСР, що відбулося в результаті підписання пакту Молотова — Ріббентропа.
На момент утворення, до складу сільради входило 16 поселень, які нараховували 121 господарство і 617 жителів.
7 вересня 2006 року, рішенням Берестейської обласної Ради депутатів виключене зі складу Ратайчицької сільради та включені до складу Видомлянської сільради населені пункти Броневичі, Дем'янчиці, Млини, Олешковичі.

## Склад сільської ради
До складу Ратайчицької сільської ради входить 13 населених пунктів, із них всі села.
| Населений пункт | Статус | Населення, осіб (2009) | Координати                                                            |
| --------------- | ------ | ---------------------- | --------------------------------------------------------------------- |
| Ратайчиці       | село   | 305                    | 52°20′40″ пн. ш. 23°36′41″ сх. д. / 52.34444° пн. ш. 23.61139° сх. д. |
| Борщево         | село   | 94                     | 52°22′1″ пн. ш. 23°52′31″ сх. д. / 52.36694° пн. ш. 23.87528° сх. д.  |
| Вигнанка        | село   | 6                      | 52°22′1″ пн. ш. 23°52′31″ сх. д. / 52.36694° пн. ш. 23.87528° сх. д.  |
| Долбнево        | село   | 144                    | 52°22′1″ пн. ш. 23°52′31″ сх. д. / 52.36694° пн. ш. 23.87528° сх. д.  |
| Зарічани        | село   | 36                     | 52°22′1″ пн. ш. 23°52′31″ сх. д. / 52.36694° пн. ш. 23.87528° сх. д.  |
| Колонія Кругель | село   | 5                      | 52°22′1″ пн. ш. 23°52′31″ сх. д. / 52.36694° пн. ш. 23.87528° сх. д.  |
| Кругель         | село   | 6                      | 52°22′1″ пн. ш. 23°52′31″ сх. д. / 52.36694° пн. ш. 23.87528° сх. д.  |
| Кустичі         | село   | 69                     | 52°22′1″ пн. ш. 23°52′31″ сх. д. / 52.36694° пн. ш. 23.87528° сх. д.  |
| Минковичі       | село   | 419                    | 52°22′1″ пн. ш. 23°52′31″ сх. д. / 52.36694° пн. ш. 23.87528° сх. д.  |
| Муравчиці       | село   | 5                      | 52°22′1″ пн. ш. 23°52′31″ сх. д. / 52.36694° пн. ш. 23.87528° сх. д.  |
| Тростяниця      | село   | 78                     | 52°22′1″ пн. ш. 23°52′31″ сх. д. / 52.36694° пн. ш. 23.87528° сх. д.  |
| Хотиново        | село   | 69                     | 52°22′1″ пн. ш. 23°52′31″ сх. д. / 52.36694° пн. ш. 23.87528° сх. д.  |
| Шестакове       | село   | 40                     | 52°22′19″ пн. ш. 23°33′34″ сх. д. / 52.37194° пн. ш. 23.55944° сх. д. |

## Населення
За переписом населення Білорусі 2009 року чисельність населення сільської ради становила 1276 осіб.

### Національність
Розподіл населення за рідною національністю за даними перепису 2009 року:
| Національність               | Осіб | Відсоток |
| ---------------------------- | ---- | -------- |
| білоруси                     | 1017 | 79,70 %  |
| українці                     | 163  | 12,77 %  |
| росіяни                      | 75   | 5,88 %   |
| поляки                       | 12   | 0,94 %   |
| національність не вказана    | 3    | 0,24 %   |
| дві та більше національності | 2    | 0,16 %   |
| литовці                      | 1    | 0,08 %   |
| мордва                       | 1    | 0,08 %   |
| удмурти                      | 1    | 0,08 %   |
| марійці                      | 1    | 0,08 %   |
| Разом                        | 1276 | 100 %    |